# Усть-Чарки
Усть-Чарки (рос. Усть-Чаркы) — село Верхоянського улусу, Республіки Саха Росії. Входить до складу Міського поселення Батагай.
Населення — 7 осіб (2015 рік).
Село розташоване за 239 кілометрів від адміністративного центру улусу — міста Верхоянська.